# Lista över ledamöter i Sametinget 2013–2017
Lista över ledamöter i Sametinget 2013–2017 förtecknar de 31 personer som valts in vid valet till Sametinget i Sverige, som hölls den 19 maj 2013. Följande ledamöter valdes in fyraårsperiod 2013–2017.

## Ledamöter
| Ledamot                 | Parti                                  |
| ----------------------- | -------------------------------------- |
| Lars-Paul Kroik         | Álbmut-Folket                          |
| Per Mikael Utsi         | Guovssonásti                           |
| Marita Stinnerbom       | Guovssonásti                           |
| Anne Kuhmunen           | Guovssonásti                           |
| Håkan Jonsson           | Jakt- och fiskesamerna                 |
| Sten Wälitalo           | Jakt- och fiskesamerna                 |
| Josefina Lundgren Skerk | Jakt- och fiskesamerna                 |
| Veronika Håkansson      | Jakt- och fiskesamerna                 |
| Karin Mannela           | Jakt- och fiskesamerna                 |
| Oscar Pettersson        | Jakt- och fiskesamerna                 |
| Mona Persson            | Jakt- och fiskesamerna                 |
| Sofia Mörtlund          | Jakt- och fiskesamerna                 |
| Hilding Andersson       | Jakt- och fiskesamerna                 |
| Lars-Jonas Johansson    | Landspartiet Svenska Samer             |
| Marie Persson           | Landspartiet Svenska Samer             |
| Tua Rydberg             | Landspartiet Svenska Samer             |
| Ol-Johán Sikku          | Min Geaidnu                            |
| Sara Larsson            | Min Geaidnu                            |
| Christina Åhrén         | Min Geaidnu                            |
| Stefan Mikaelsson       | Min Geaidnu                            |
| Anders Kråik            | Samerna                                |
| Lars Wilhelm Svonni     | Samerna                                |
| Ingrid Inga             | Samelandspartiet/Sámiid Riikkabellodat |
| Paulus Kuoljok          | Samelandspartiet/Sámiid Riikkabellodat |
| Britt Sparrok           | Samelandspartiet/Sámiid Riikkabellodat |
| Torkel Stinnerbom       | Samelandspartiet/Sámiid Riikkabellodat |
| Matti Berg              | Samelandspartiet/Sámiid Riikkabellodat |
| Per-Olof Nutti          | Samelandspartiet/Sámiid Riikkabellodat |
| Katarina Sevä           | Vuovdega                               |
| Johan Skogsfeldt        | Vuovdega                               |
| Jan Rannerud            | Vuovdega                               |